# Slopná
Slopná (maďarsky Szolopna) je obec na Slovensku v okrese Považská Bystrica. Patří do tradičního regionu Horní Pováží. Žije zde 484 obyvatel. První písemná zmínka o obci pochází z roku 1227. V obci je římskokatolický kostel svatého Ondřeje, apoštola.